# نبرد نشویل
نبرد نشویل (انگلیسی: Battle of Nashville) نبردی دو روزه در حین جنگ‌های داخلی آمریکا که در کمپین فرانکلین-نشویل روی داد. از این نبرد به عنوان پایان نبردهای بزرگ در جبهه غربی جنگ‌های داخلی یاد می‌شود. نبرد نشویل در ۱۵ - ۱۶ دسامبر سال ۱۸۶۴ بین سپهبد ارتش مؤتلفه جان بل هود و نیروهای تحت امر جورج هنری توماس روی داد که منجر به یکی از بزرگ‌ترین پیروزهای ارتش اتحادیه گردید

## نگارخانه

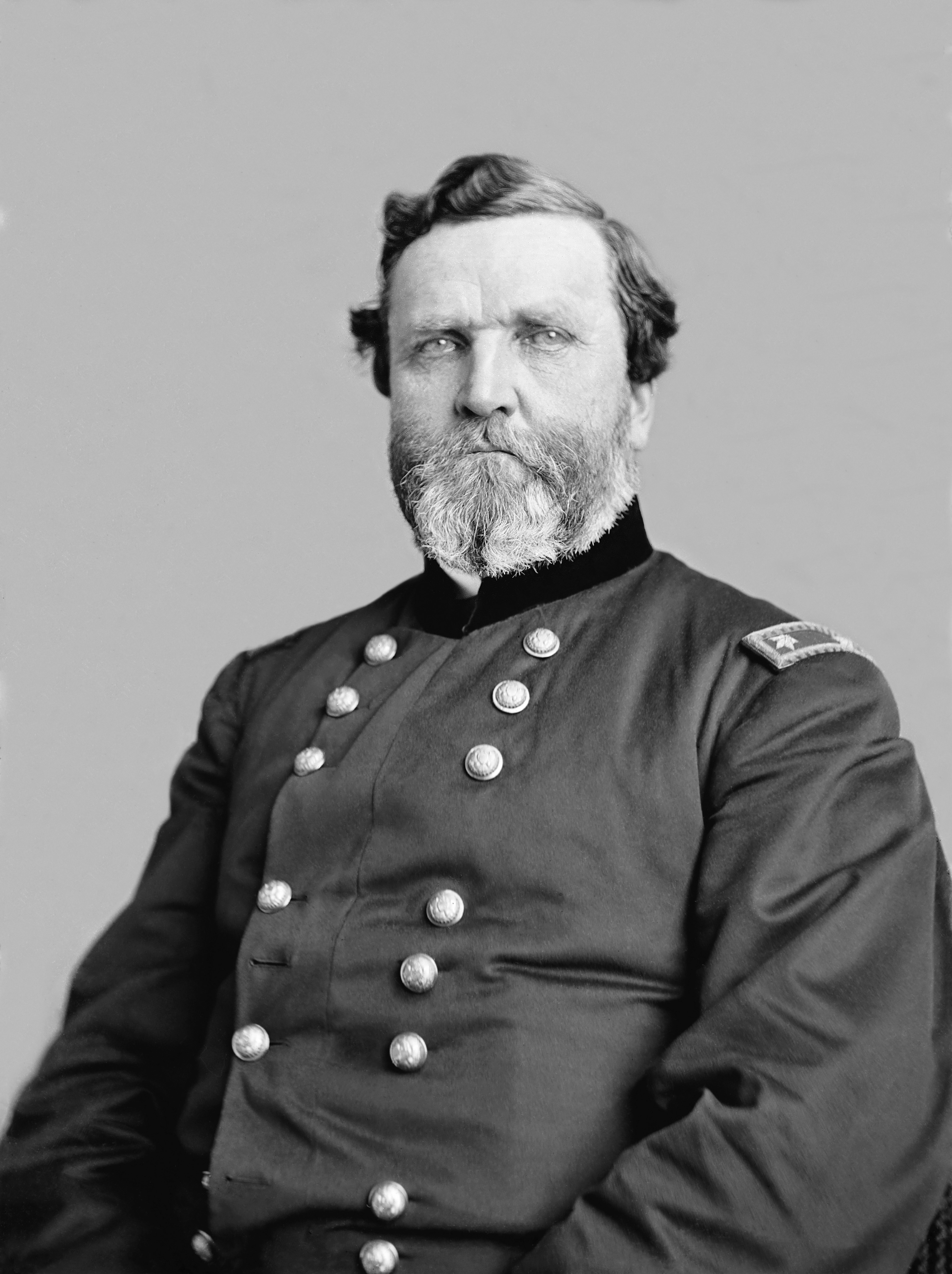
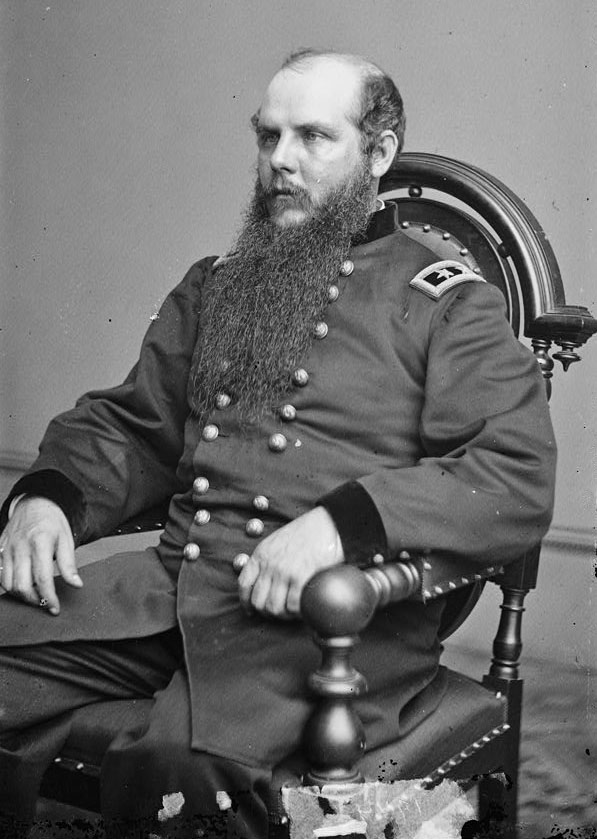
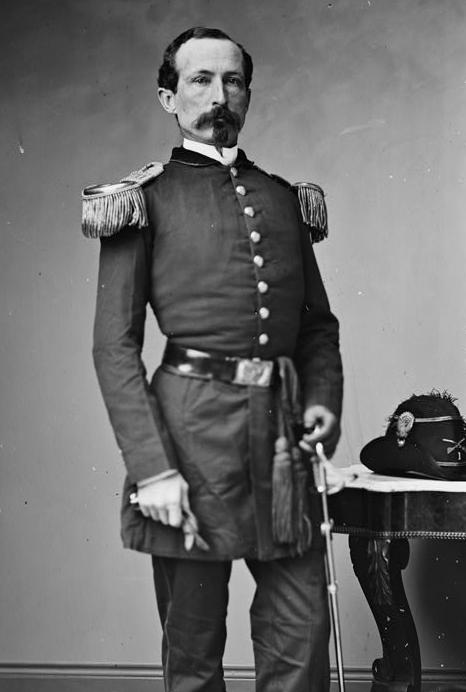
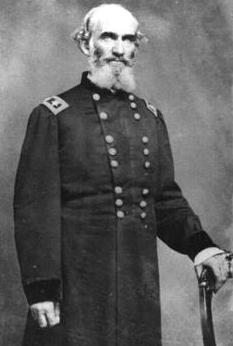
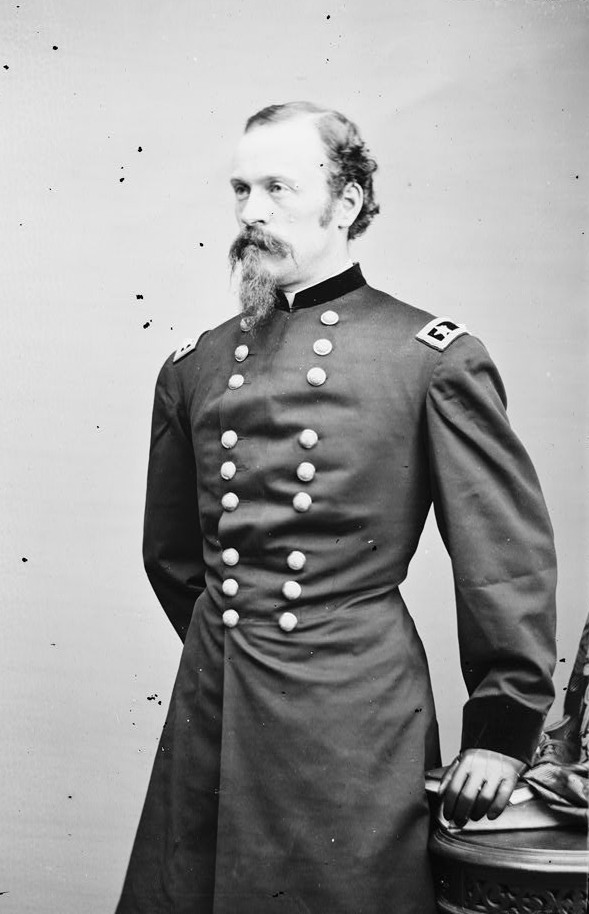
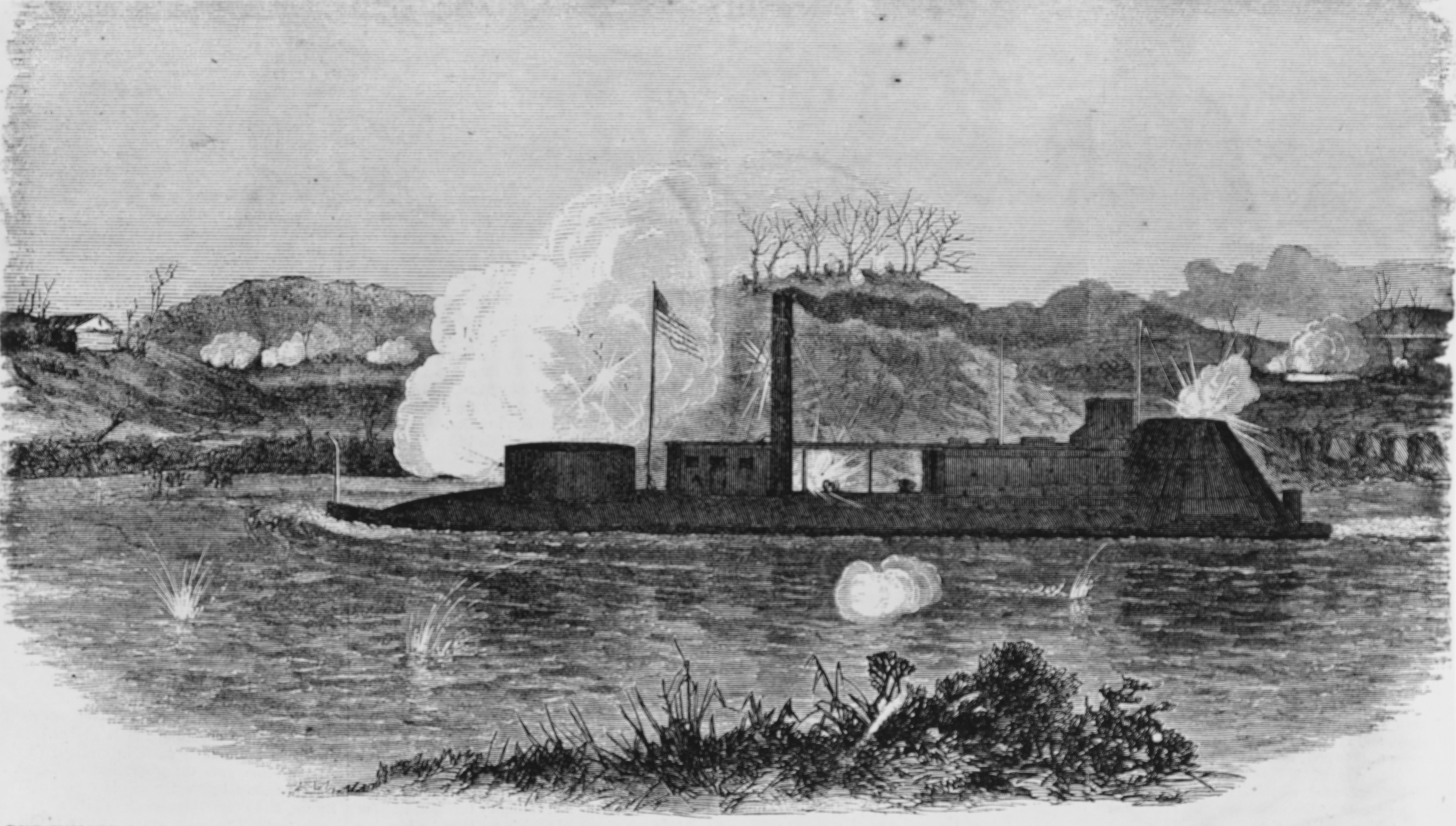
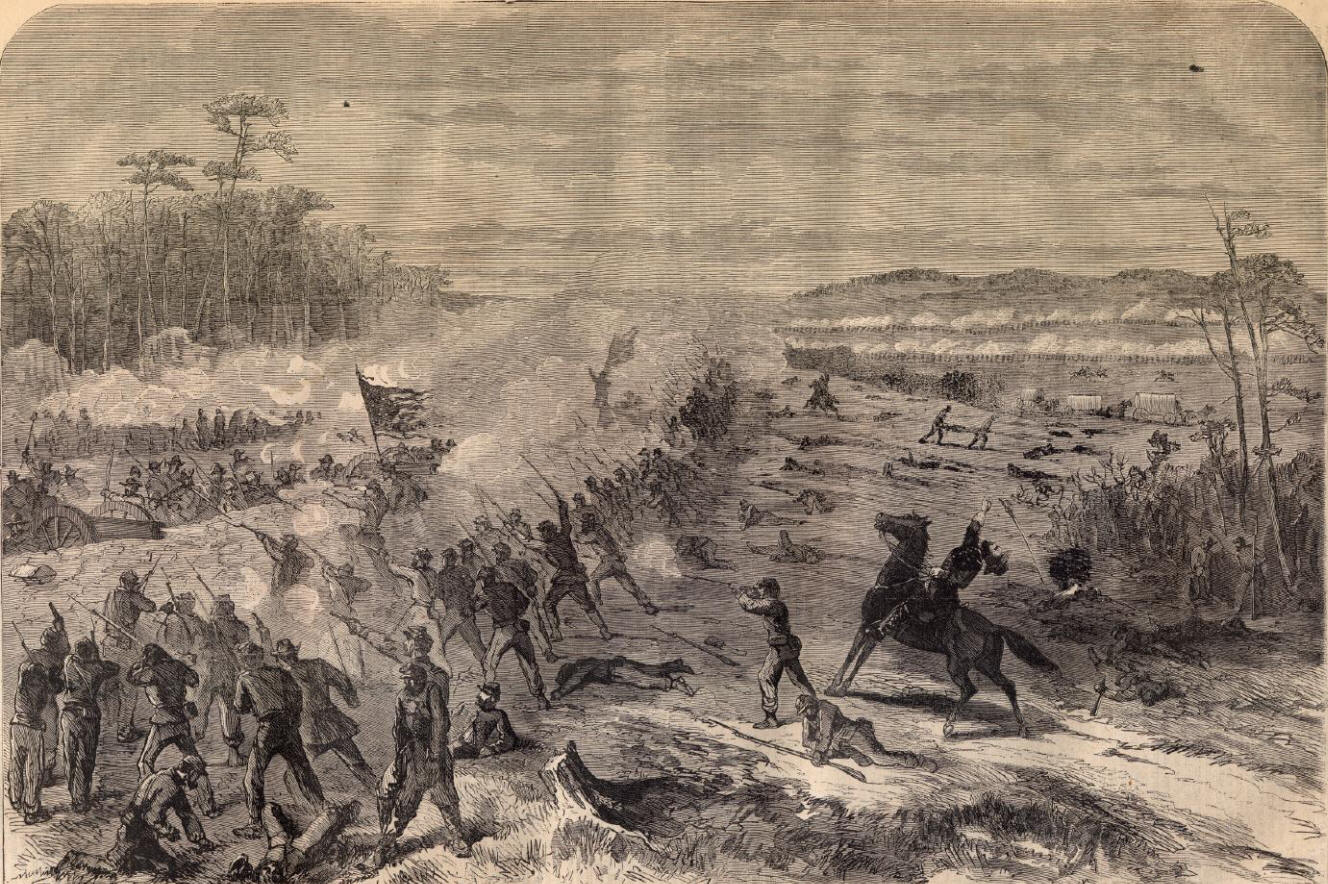
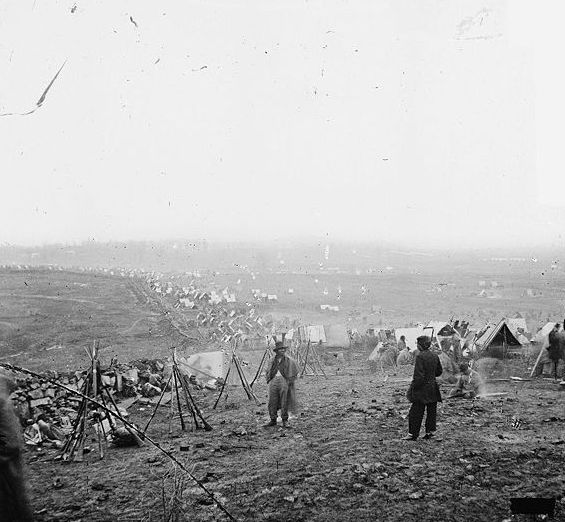
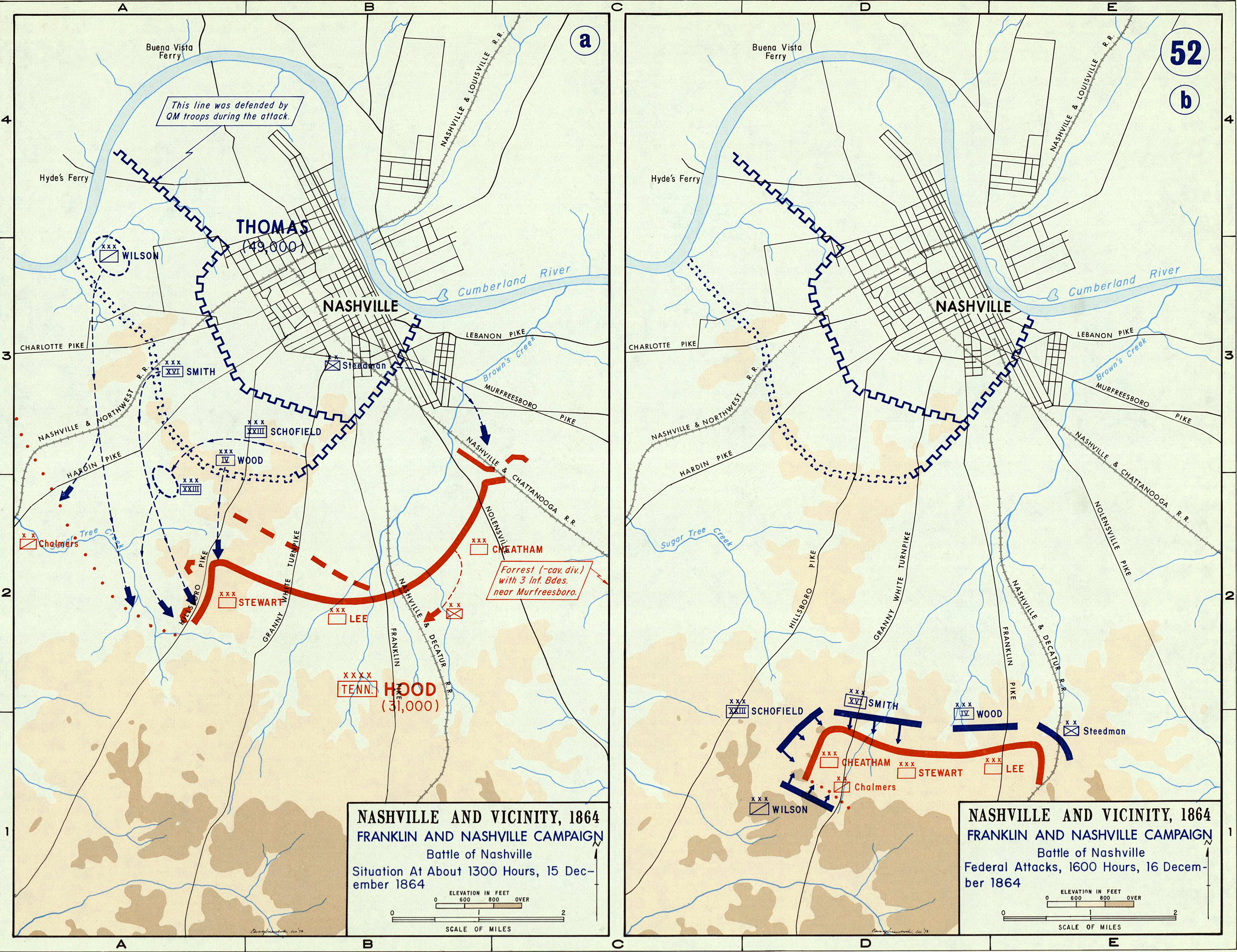
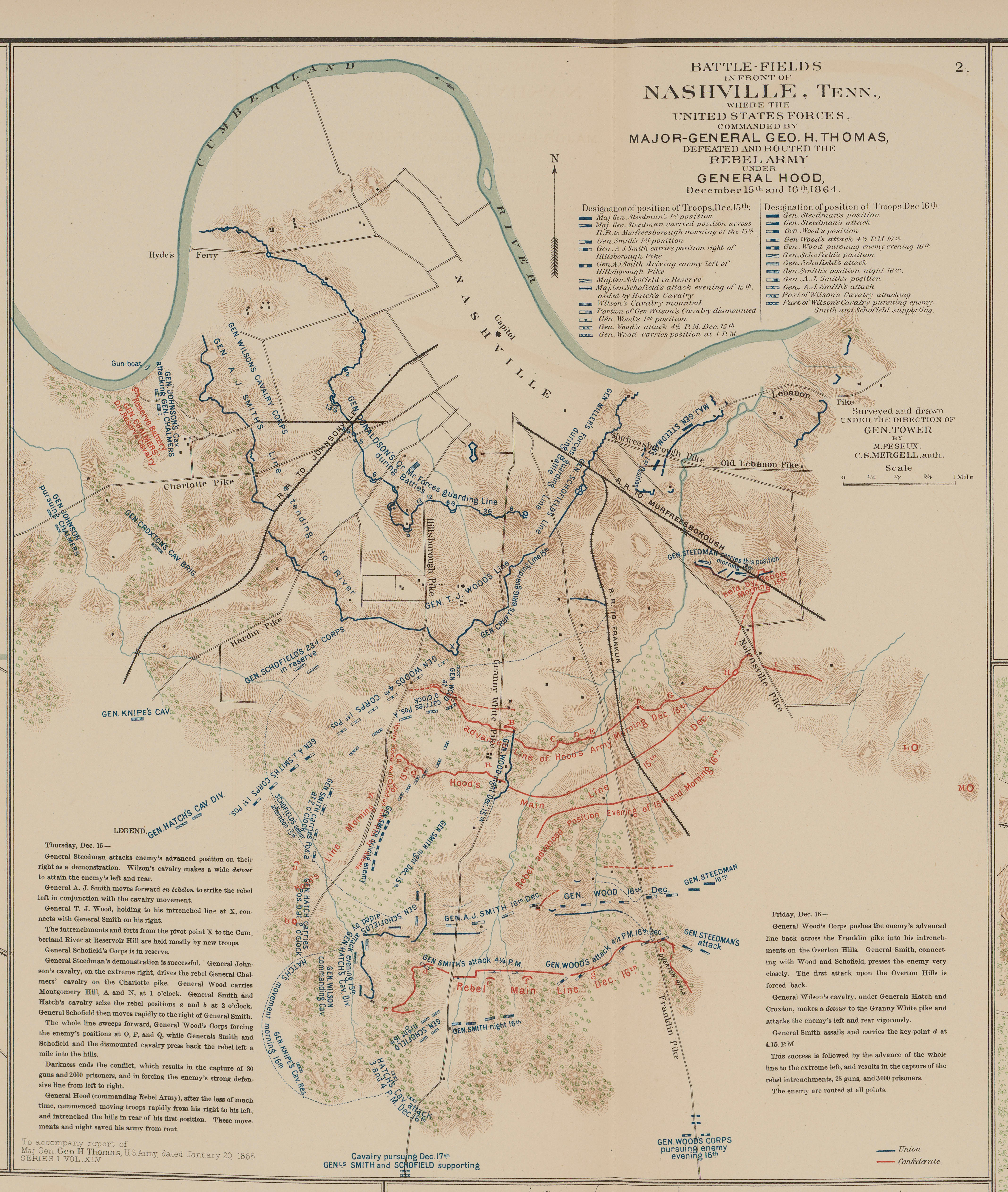
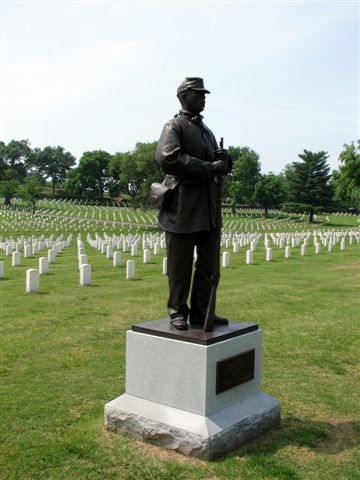